# José Miguel Sagastibelza
José Miguel Sagastibelza Barberia (Leiza, Navarra, 1789 - San Sebastián, Guipúzcoa, 5 de mayo de 1836) fue un militar carlista. 

## Biografía
Nacido en el viejo pueblo de Pastain al igual que su padre Blas y su abuelo Agustín. Antes de la Primera Guerra Carlista fue boticario en Ituren durante algunos años. Al parecer, era de origen gitano.
Organizó y dirigió el tercer batallón de Navarra, y fue uno de los primeros que reconoció al Rey Carlos V. (1833). Un año después, se convirtió en coronel y después de la victoria de Larrainzar, en brigadier. Finalmente, se convirtió en Comandante en Guipúzcoa. Fue asesinado cuando se suponía que iba a lograr una victoria contra el británico Lacy Evans en San Sebastián, en la Batalla de Lugariz el 5 de mayo de 1836. Al día siguiente se sepultaron en la iglesia de Leiza.

## Sagastibeltza en la literatura
Así describió Caho al líder de Leiza en el libro Voyage en Navarre pendant l'insurrection des basques (1836):

Le commandant qui faisait avec une impartialité si noble l'éloge de ses frères d'armes n'était autre que le brave Sagastibelza. Le chef montagnard réunissait en lui deux physionomies distinctes, qui se succédaient par des transitions rapides: l'Ibérien primitif et le moderne Espagnol. Parlait-il la langue de Cervantes, il était grave, emphatique, et l'élévation de sa pensée recherchait toutes les magnificences du langage; mais, au premier accent de la langue de Vascons, son inspiration devenait plus franche et plus abrupte, son tour plus vif, son allure plus décidée; une vie nouvelle éclatait dans le feu de ses regards plus mobiles; le timbre de sa voix devenait plus mordant; je ne sais quel souffle d'indomptable liberté faisait respirer cet homme assez petit de taille, svelte et fort comme un léopard.

en 1837, Victor Hugo el escritor francés utilizó el apellido de Sagastibeltza para un poema, eso sí, alterandolo un poco: 

Gastibelza, l'homme à la carabine,

Chantait ainsi:

"Quelqu'un a-t-il connu dona Sabine?

Quelqu'un d'ici?

Dansez, chantez, villageois! la nuit gagne

Le mont Falù.

- Le vent qui vient à travers la montagne

Me rendra fou!

Quelqu'un de vous a-t-il connu Sabine,

Ma senora?

Sa mère était la vieille maugrabine

D'Antequera

Qui chaque nuit criait dans la Tour-Magne

Comme un hibou ... -

Le vent qui vient à travers la montagne

Me rendra fou!

Dansez, chantez! Des biens que l'heure envoie

(...)

Este poema no tenía relación directa con Sagastibeltza, con el País Vasco o con la Primera Guerra Carlista, puesto que narra una historia de amor. En cualquier caso, tuvo un gran éxito: En 1844 Franz Liszt, el compositor húngaro le puso música y en 1847, hizo una nueva versión, solamente para piano. En 1955 de nuevo el cantautor francés Georges Brassens haría otra versión.
Pío Baroja le nombró en el libro La nave de los locos (1925):

[Los carlistas] Tenían también buena gente: uno de ellos era José Miguel Sagastibelza, coronel del quinto batallón de Navarra, nacido en Donamaría (...). [Era] pequeño de talla, esbelto y muy fuerte. Hablaba el vascuence bajo, con suavidad y con amabilidad; pero cuando gritaba en castellano para dar órdenes sacaba una voz como de metal. Era hombre guapo, de cara viva y muy morena, por el sol y el aire. Llevaba levitón azul, boina blanca y una cruz en el pecho (...) lo mató un inglés, un casaca gorri (casaca roja) de los de Lacy Evans, delante de San Sebastián.

Según se ve, el dirigente Carlista debía ser alguien conocido en aquella época para que Baroja le nombrara.
En la literatura vasca también se le menciona:

Sagastibeltza jauna

illaren bortzian

Rusiara eraman dute

zurezko kotxian;

tropak ekarko ditik
 
andik onuntzian,

santo parako ditek

gauzak konpontzian